# Axel Lundgren (företagsledare)
Axel Wilhelm Lundgren, född 5 oktober 1841 i Trollhättan, död 16 oktober 1891 i Karlstad, var en svensk ingenjör och industriman.
Axel Lundgren var son till fabriksägaren Anders Lundgren. Han utexaminerade från Chalmerska slöjdskolan i Göteborg 1856 och studerade därefter vid utländska verkstäder. 1863 anställdes han som ritare vid Nydqvist & Holms mekaniska verkstad i Trollhättan, där han efter någon tid avancerade till förste verkstadsingenjör. Från 1876 till sin död var han disponent och teknisk chef vid AB Karlstads mekaniska verkstad. Under Lundgrens ledning upptogs en rad nya tillverkningar som vattenturbiner, ångmaskiner och ångbåtar. Viktigast var den specialisering på maskiner för trä- och pappersindustrierna som Lundgren genomförde. Omkring 1880 startades export till Finland av kompletta träsliperier samt diverse maskiner för cellulosafabriker, sågverk och liknande. 1890 tillverkades företagets första pappersmaskin. Lundgren var ledamot av Karlstads stadsfullmäktige 1879–1890.